# رينيه غارسيا
رينيه غارسيا (بالإنجليزية: Rene Garcia)‏ هو سياسي أمريكي، ولد في 1974 في هياليه في الولايات المتحدة. حزبياً، نشط في الحزب الجمهوري. وقد انتخب عضو مجلس ولاية فلوريدا.

## وصلات خارجية
- الموقع الرسمي